# Maktab
Maktab (en árabe: مكتب‎) o Maktabeh (en árabe: مكتبة‎) o Maktabkhaneh (en persa: مکتبخانه‎) (otras transliteraciones son  makteb, mekteb, mektep, meqteb, maqtab), también llamado Kuttab (en árabe: الكتَّاب‎: Kottāb), “escuela”, es una palabra árabe que se usa para referirse a la básica primaria. Aunque se utilizó principalmente para instruir a los niños en lectura, escritura, gramática y estudios islámicos como Qira'at (recitación del Corán), a menudo se enseñaban otras materias prácticas y teóricas. Hasta el siglo XX, los maktabs eran el único medio de educación de masas en gran parte del mundo islámico.
La palabra Maktab solo hace referencia a escuelas primarias en árabe. Maktab es usado en persa darí en Afganistán como término equivalente a escuela, incluyendo ambas escuelas; primarias y secundarias. Avicenna utilizó la palabra maktab en el mismo sentido.
Maktabs o kuttābs es un método anticuado de educación en Egipto y países de mayoría musulmana, en el cual un jeque enseña a un grupo de estudiantes, quiénes se sientan en el piso delante de él. El plan de estudio incluye Islam y árabe clásico, pero enfocado principalmente en la memorización del Corán. Con el desarrollo de escuelas modernas, el número de kuttabs ha disminuido. Kuttāb significa "escritores", plural katatīb / katatīb.
En el uso común del árabe moderno, maktab significa "oficina" o "escritorio", mientras maktabah significa "biblioteca" o "(sitio de) estudio" y kuttāb es una palabra en plural que significa "libros".

## Historia

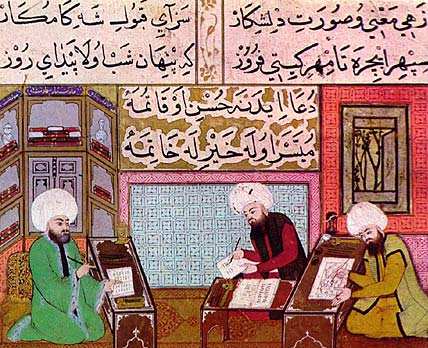
Maestro con sus alumnos en un Maktab otomano.

En el mundo islámico medieval, una escuela elemental era conocida como maktab. Al igual que madrasa (hacia referencia a educación superior), maktab era a menudo relacionado con una mezquita. En el siglo XVI, el jurista islámico sunita Ibn Hajar al-Haytami trató el tema de las escuelas de Maktab. En respuesta a una petición de un juez islámico chiita retirado que dirigía una escuela elemental de Madhab para huérfanos, al-Haytami emite una fetua  esbozando una estructura de educación maktab que impidió cualquier explotación física o económica de los huérfanos matriculados.
En el siglo XI, el famoso profesor y filósofo islámico persa, Ibn Sina (conocido como Avicenna en occidente), en uno de sus libros, escribió un capítulo sobre el maktab titulado "La Función del Profesor en la Formación y Crianza de los  Niños", con el fin de guiar a profesores de escuelas maktab. Escribió que los niños pueden aprender mejor si se les enseña en clases normales en lugar de clases individuales de tutores privados, y dio un número de razones de por qué era así, citando el valor de competición y emulación entre alumnos así como la utilidad de discusiones de grupo y debates. Ibn Sina describió el plan de estudios de una escuela maktab con cierto detalle, describiendo los planes de estudios para dos etapas de educación en una escuela maktab.

### Educación primaria
Ibn Sina escribió que los niños deberían de ser enviados a una escuela  maktab a partir de los 6 años y recibir educación primaria hasta los 14 años. Durante ese tiempo, Sina escribió que debían de ser instruidos en  el Corán, metafísica islámica, lengua, literatura, ética islámica , y habilidades manuales (que puede referirse a una variedad de actividades prácticas).

### Educación secundaria
Ibn Sina se refiere a la etapa de educación secundaria de un maktab como el periodo de especialización, cuando los alumnos deben empezar a adquirir habilidades manuales, independientemente de su posición social. El dejó planteado en sus escritos que los niños luego de haber cumplido los 14 años, deben escoger y especializarse en algún tema de su interés, como literatura, medicina, geometría, comercio, artesanías, o cualquier otra materia en la que quisieran ejercer. Escribió que se trataba de una etapa de transición y que debe haber flexibilidad con respecto a la edad en la que los alumnos se gradúan, ya que el desarrollo emocional del alumno y las asignaturas elegidas deben tenerse en cuenta.

### Alfabetización
En el Medioevo, el califato experimentó un crecimiento en educación, teniendo el índice de alfabetización más alto de la Edad Media, comparable con el de la Atenas de la Antigüedad clásica. La aparición de los Maktab y Madrasa  fueron fundamentales en los altos índices de alfabetización en el mundo islámico medieval.